# Krzysztof Litwin
Krzysztof Maria Litwin (ur. 19 czerwca 1935 w Krakowie, zm. 8 listopada 2000 tamże) – polski aktor, grafik, malarz.

## Życiorys
Ukończył Liceum Sztuk Plastycznych im. Kenara w Zakopanem i Liceum Sztuk Plastycznych w Krakowie. Następnie studiował na wydziale grafiki w Akademii Sztuk Pięknych w Krakowie. Uczeń Mieczysława Wejmana.
Był jednym z pierwszych autorów i aktorów kabaretu Piwnica pod Baranami od 1956, współpracował też z Silną Grupą pod Wezwaniem w latach 1972–1977.
Role filmowe w około 80 filmach, m.in. w „Rodzinie Leśniewskich” w reż. J. Łęskiego (1980), Esmeraldo w „Cyrk odjeżdża” reż. K. Wierzbiński (1987), Dziennikarz w „Bliskich spotkaniach z wesołym diabłem” reż. J. Łukaszewicz (1988), Kapelan w IV i VI odcinku „Opowieści o Józefie Szwejku” reż. W. Gawroński (1996), sierżant Walczak w „Przygodach psa Cywila” reż. K. Szmagier, Leopold Górski (etatowy pracownik „Grubej Kaśki” umilający pracę śpiewem) w „Pieczonych gołąbkach” reż. Tadeusz Chmielewski, Lopez Soares w „Rękopisie znalezionym w Saragossie” reż. W. Has, Złodziejaszek Cherlawy w „Niewiarygodnych przygodach Marka Piegusa” reż. M. Waśkowski, rola w „Złocie” reż. W. Has, Student w „Jak być kochaną” reż. W. Has, rola w „Pamiętniku pani Hanki” reż. W. Has, komik trupy teatralnej w „Modrzejewskiej” reż. T. Łomnicki, chorąży Zenek w serialu „Czterej pancerni i pies”. Wystąpił w obu ekranizacjach powieści Lalka Bolesława Prusa (film pełnometrażowy z 1968 oraz serial TV z 1977), wcielając się w różne role.
Role w Teatrze Telewizji – Odźwierny w „Makbecie” Szekspira w reż. A. Wajdy (1969), Pachol, Korydon, Turoń w „Pastorałce” L. Schillera w reż. S. Szlachtycza (1979).
Role teatralne – Tranio w „Poskromieniu złośnicy” w reż. K. Swinarskiego (Stary Teatr), postać przedstawiająca detektywa Colombo w „krainie uśmiechu” (Operetka Krakowska). Nagrody i wyróżnienia: nagroda specjalna – medal za rysunek „Polowanie na Czarnego Anioła” przyznana przez Sacro Art (2000) oraz inne nagrody na festiwalach artystycznych.
Zajmował się także malarstwem i komponowaniem piosenek. Malował akwarele i wykonywał grafiki, m.in. 44 do książki „...jeszcze tańczą ogrody” (Bellona 1998) Jerzego Mamcarza. Autor muzyki pierwszego hymnu „Piwnicy pod Baranami” pod tytułem „Ja ci śrubkę wkręcę w radio” oraz muzyki do wierszy Aleksandra Błoka (m.in. „Gerlsy”, „Słomiany koń”). Zajmował się także działalnością polityczną i społeczną.

## Życie prywatne

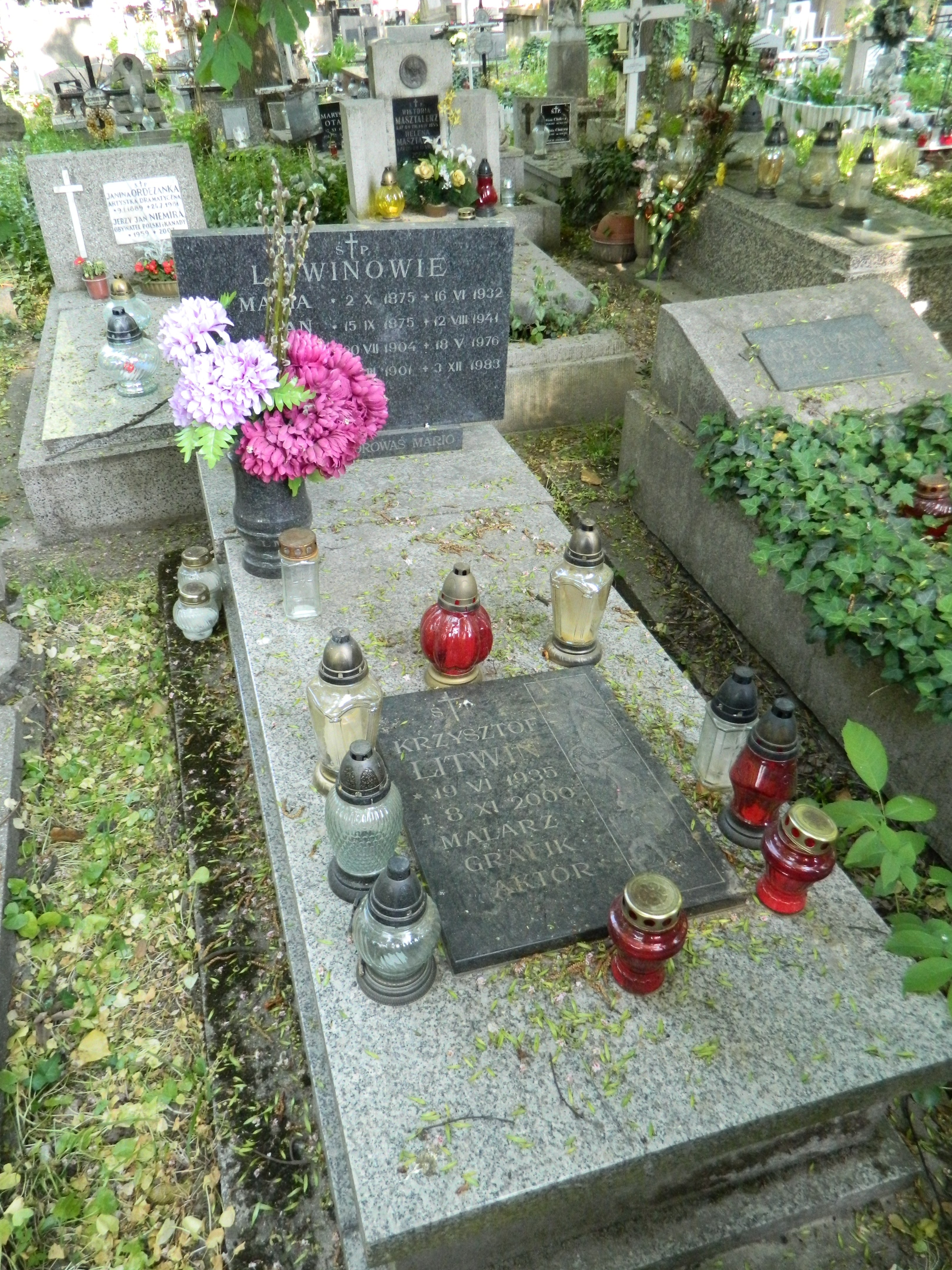
Grób Krzysztofa Litwina na cmentarzu Rakowickim w Krakowie (kwatera W, rząd 10, miejsce 25)

W 1963 zawarł związek małżeński z Małgorzatą, mieli syna. Zmarł na chorobę nowotworową w wieku 65 lat w jednym z krakowskich szpitali. Pochowany został na krakowskim cmentarzu Rakowickim.

## Filmografia
- 1959: Wspólny pokój – jako student medycyny, brat Teodozji
- 1961: Złoto – jako Wesołek
- 1961: Drugi człowiek
- 1962: Mandrin – jako herold
- 1962: Jak być kochaną – jako student
- 1963: Zacne grzechy – jako strażnik
- 1963: Pamiętnik pani Hanki – jako wywiadowca Kozioł
- 1964: „Awatar”, czyli zamiana dusz – jako Alfred
- 1964:  Rękopis znaleziony w Saragossie – jako don Lopez Soarez, syn Don Gaspara
- 1964: Upał – jako Kornel, subiekt z Domu Mody „Romeo i Julia”
- 1965: Zawsze w niedziele – jako fotoreporter Maliniak
- 1965: Wyspa złoczyńców – jako student
- 1965: Walkower – jako Miecio
- 1965: Popioły – jako kompan księcia Józefa Poniatowskiego
- 1965: Sobótki – jako Franek, brat Karola
- 1965: Matura – jako maturzysta kujon
- 1966: Piekło i niebo – jako książę małżonek w marzeniu Franciszka
- 1966: Pieczone gołąbki – jako Leopold Górski
- 1966: Ściana Czarownic – jako konduktor kolejki linowej na Kasprowy Wierch
- 1966: Cała naprzód – jako chłopak/marynarz
- 1966–1970: Czterej pancerni i pies – jako Zenek
- 1966: Niewiarygodne przygody Marka Piegusa – jako Chryzostom Cherlawy
- 1966: Bumerang – jako chłopak na urodzinach Wandy
- 1966: Bariera – jako kelner
- 1967: Stajnia na Salvatorze – jako Jurek, kolega Teresy
- 1967: Ślepy tor – jako pasażer z bukietem
- 1967: Dziadek do orzechów – jako student
- 1967: Morderca zostawia ślad – jako Kalita
- 1968: Weekend z dziewczyną – jako Pabiś
- 1968: Lalka – jako Klein, subiekt w sklepie Wokulskiego
- 1968: Człowiek z M-3 – jako doktor Henryk Milewski
- 1969: Sąsiedzi – jako kapral Dymek
- 1969: Rzeczpospolita babska – jako żołnierz z „Walterówki”
- 1969: Jak zdobyć pieniądze, kobietę i sławę – jako Olejniczak
- 1969: Prawdziwie magiczny sklep – jako właściciel sklepu
- 1969: Szkice warszawskie – jako właściciel loterii (cz. 3)
- 1970: Przygody psa Cywila – jako sierżant Walczak
- 1970: Raj na ziemi – jako szeregowiec Dudek
- 1971: Nos – jako redaktor
- 1972: Opętanie – jako fotograf
- 1973: Wielka miłość Balzaka – jako widz przed kasą teatru (odc. 5)
- 1974: Sędziowie – jako aptekarz
- 1975: Obrazki z życia
- 1976: Zaklęty dwór – jako żołnierz w szpitalu wojskowym (odc. 2)
- 1976: Bezkresne łąki – jako kierowca samochodu pogrzebowego
- 1977:  Wolna sobota – jako sierżant MO
- 1977: Lalka – jako Zięba, subiekt w sklepie Wokulskiego
- 1978: Rodzina Leśniewskich – jako asystent profesora (odc. 7)
- 1979: Aria dla atlety – jako przyjaciel Messaliniego
- 1979: Po drodze – jako on sam
- 1980: Rodzina Leśniewskich – jako asystent profesora
- 1982: Oko proroka – jako kupiec Grygier
- 1983: Ostrze na ostrze – jako Teodor Schulenburg
- 1983: Lata dwudzieste... lata trzydzieste... – jako majster Pyzdra
- 1984: Przeklęte oko proroka – jako kupiec Grygier
- 1984: Rycerze i rabusie – jako Teodor Schulenburg, rajca gdański, więzień Krasickiego (odc. 1)
- 1984: Jak się pozbyć czarnego kota – jako mężczyzna w kawiarni
- 1985: Oko proroka, czyli Hanusz Bystry i jego przygody – jako kupiec Grygier
- 1987: Cyrk odjeżdża – jako Esmeraldo
- 1988: Bliskie spotkania z wesołym diabłem – jako dziennikarz
- 1988: Przyjaciele wesołego diabła – jako dziennikarz (odc. 2)
- 1989: Modrzejewska – jako komik z grupy Łobojki (odc. 2)
- 1991: Kapitan Conrad – jako uczestnik pogrzebu Apolla Korzeniowskiego
- 1993: Lista Schindlera – jako restaurator
- 1995: Opowieść o Józefie Szwejku i jego najjaśniejszej epoce – jako kapelan (odc. 4 i 6)
- 1996: Opowieść o Józefie Szwejku i jego drodze na front – jako kapelan (odc. 4 i 7)
- 1999: Przygody dobrego wojaka Szwejka

## Publikacje
- ...jeszcze tańczą ogrody / słowo Jerzy Mamcarz ; graf. Krzysztof Litwin, Wydawnictwo Bellona, Warszawa 1998, ISBN 83-11-08791-1